# Warunki odniesienia
Warunki odniesienia – zbiór wartości, określonych ze znaną niepewnością, jakie powinny posiadać wielkości wpływające na wynik pomiaru.
Wielkość wpływająca to każda wielkość lub czynnik, poza mierzoną wielkością, które mogą oddziaływać na wynik pomiaru. Rodzaj wielkości wpływających zależy od rodzaju wielkości mierzonej. Mogą to być np. temperatura, wilgotność, ciśnienie atmosferyczne, natężenie pola elektrycznego, natężenie pola magnetycznego, przyspieszenie ziemskie itp. Niektóre wielkości (np. temperatura czy wilgotność) są często zależne od obserwatora i mogą być regulowane podczas pomiaru. Inne – niezależne (np. przyspieszenie ziemskie) – mogą być jedynie zmierzone, a ich wpływ powinien być uwzględniony w wyniku pomiaru. 
Warunki odniesienia przyjmowane podczas wzorcowania albo legalizacji przyrządu pomiarowego mogą być ustalone w wymaganiach metrologicznych, normach lub procedurach pomiarowych.
W polskiej dokumentacji pomiarowej (protokół wzorcowania i świadectwo wzorcowania) zamiast terminu warunki odniesienia używa się częściej terminu warunki środowiskowe. Zwykle termin ten zawężony jest tylko dla temperatury i wilgotności odniesienia, w której wykonywane były pomiary (patrz zapisy umieszczone w przykładowym świadectwie wzorcowania). 